# 지례초등학교
지례초등학교는 대한민국 경상북도 김천시 지례면 교리에 있는 공립 초등학교다.

## 학교 연혁
- 1906년 5월 4일 사립 일중학교 설립
- 1912년 4월 1일 지례공립보통학교 설립인가
- 1938년 4월 1일 동산공립심상소학교로 개칭[1]
- 1941년 4월 1일 동산공립국민학교로 개칭[2]
- 1949년 9월 1일 지례국민학교로 변경
- 1993년 3월 1일 구곡국민학교 통폐합
- 1996년 3월 1일 지례초등학교로 교명 변경[3]
- 2001년 11월 5일 다목적교실(체육관) 건립
- 2016년 2월 17일 제104회 졸업식(졸업생수 6433명)
- 2016년 3월 1일 부항초등학교 분교장 격하, 본교에 편입
- 2019년 3월 1일 제30대 심상영 교장 부임
- 2019년 8월 10일 우천통로 설치
- 2019년 11월 30일 학교 외벽 설치
- 2020년 2월 7일 제108회 졸업식 (졸업생수 6457명)
- 2020년 3월 1일 9학급 편성(본교6학급, 분교3학급)

## 참고 자료
- 지례초등학교 - 한국교육학술정보원 학교알리미